# Edifici de la Joventut Catòlica
L'Edifici de la Joventut Catòlica (popularment coneguda com la Peni) és un edifici del municipi de Molins de Rei inclòs en l'Inventari del Patrimoni Arquitectònic de Catalunya. L'edifici consta de dos cossos, un més enretirat descrivint una terrassa al seu davant. És de l'any 1921, ja en ple període noucentista, tot i que la seva estètica és encara hereva del modernisme, especialment per l'ús que fa de la línia sinuosa, tant al coronament com a les obertures. L'acabat és de maçoneria comuna, travada amb filades de maó vist. És la seu de la Joventut Catòlica, entitat fundada el 1879.
El conjunt de l'edifici alberga una sala de teatre (coberta, amb escenari a la italiana. El pati de butaques (platea) té 298 localitats i el balcó, o amfiteatre, situat a la part posterior, mirant a l'escenari disposa de 168 localitats), un restaurant (al cos adossat) i una pista exterior.

## Descripció
Edifici format per un cos central amb tres parts verticals i un cos afegit al costat esquerre.
El primer consta de planta baixa i pis. Aquella té una doble porta formada per dos arcs trilobats i una finestra cega a cada costat, emmarcat tot per pilastres sostingudes per cimacis. El primer pis es caracteritza per una gran finestra cega amb tres cossos i rematada per una obertura en forma parabòl·lica. L'edifici està coronat per un frontó ondulat el qual, a la part central, té forma trilobat. Els tres sectors de l'edifici (central i laterals) estan separats, a nivell de cos superior, per 4 pilastres acabades amb boles de pedra. El cos afegit repeteix l'estructura de la resta de l'edifici.

## Història
La Joventut Catòlica es creà el 1875 amb el nom de "Escuela dominical de Niños" i el 6 de gener del 1879 es constituí legalment com a tal.
L'associació es va fundar en el 1879, recolzada per la parròquia, com a esplai de joventut i ampliació de l'escola dominical de nens. Entre les activitats culturals que promovien s'organitzaven representacions teatrals i es creà el grup coral Orfeó Pàtria i els Pomells de Joventut sota la iniciativa de Miquel Blanch.
El primer local social de l'entitat estava ubicat en una casa del carrer de Sant Miquel, però l'any 1921 es construí aquest nou edifici i l'associació es convertí ràpidament en un referent de la vida cultural de la vila.